# Dierézis
A nyelvészetben a retorikából átvett dierézis (vö. ógörög διαίρεσις diaíreszisz, latin diaeresis ’szétválasztás’) terminus hangváltozást nevez meg. Egy szótagnak két szótagra való bomlásából áll. Eredetileg kettőshangzót tartalmazó szótagra vonatkozott, azaz a kettőshangzó félhangzójának magánhangzóvá válására és elválasztására a kettőshangzó magánhangzójától. Olykor a két magánhangzó között hangűr keletkezik, máskor ezt kiküszöbölik félhangzó vagy glottális stop betoldásával.
A magyar olyan nyelv, amelyben kettőshangzó csak néhány jövevényszóban van. Rá vonatkozóan a dierézis tágabban értelmezett, szótag ketté választása alatt megkettőzését is értik alatta.
A dierézis a szinerézisnek nevezett jelenség ellentéte. Ez utóbbi két szomszédos szótagban található magánhangzó kettőshangzóvá válása vagy egyetlen magánhangzóba való olvadása.
A retorikában a dierézis az adjekció típusú metaplazmusok csoportjába tartozó hangalakzat. Akkor használják, amikor például lassúbb tempóval akarnak beszélni az illető szavak nyomatékossá tétele céljából, ünnepélyessé akarják tenni a verssor hangzását, vagy amikor egy szótaggal több kell ahhoz, hogy meglegyen a verssorban a szótagok szükséges száma.

## Dierézis példái
A magyarban a kettőshangzó alapú dierézis jövevényszavak beillesztésére használt, mint például a német Dauer [ˈda.ʊ̯ɐ] > dauer szó esetében, amely [dɒ.u.ɛr]-nek ejtett.
A dierézis és a szinerézis nyelvváltozatok szerinti szóalak-változatokat produkálhatnak a sztenderd és a területi nyelvváltozatok, különböző területi nyuelvváltozatok, vagy a sztenderd és egyéni nyelvhasználat között.
A francia nyelvben a dierézis és a szinerézis területi nyelvváltozatok szerint oszlik meg. Például a lion ’oroszlán’, buée ’pára’ és louer ’bérbe adni vagy venni’ szavakat dierézissel ejtik ki Franciaország északi, keleti és déli részén, valamint Belgiumban ([liˈɔ̃], [byˈe], [luˈe]), de Párizsban és Nyugat-Franciaországban a szinerézis szokásos: [ljɔ̃], [bɥe], [lwe]. A sztenderd általában a szinerézist írja elő, főleg a párizsi kiejtésre alapozottan, kivéve egyes olyan helyzeteket, amelyekben a magánhangzókat mássalhangzó + r vagy l előzi meg, pl. trouer [tʁuˈe] ’lyukasztani’, fluet [flyˈɛ] ’vézna’, oublier [ubliˈe] ’felejteni’. Amikor a dierézis kötelező, engedélyezett egy [j] betoldása az [i] előtt a hangűr kiküszöbölésére, tehát a kiejtés lehet oublier [ubliˈe] vagy [ubliˈje], pays [peˈi] vagy [peˈji] ’ország’. A dierézis egyéni is lehet, olyan régiókban is, ahol a szinerézis a domináns.
A román nyelvben a dierézis morfofonológiai jelenségként is megvan a sztenderdben egyes főnevek esetében, amikor határozott végartikulust kapnak. A [w] félhangzós ereszkedő kettőshangzóra végződő szavakban keletkezik, pl. leu [lew] ’oroszlán’ – [le.ul] ’az oroszlán’, zeu [zew] ’isten’ – [ze.ul] ’az isten’.
Dierézis előfordult a román nyelvtörténetben is, például a latin au [aw] kettőshangzó esetében. Így lett az aurum [ˈaw.rum] szóból a román aur [ˈa.ur] ’arany’.
Dierézises, illetve szinerézises szóalak-változatok megvannak nyelvjárásban, illetve a sztenderdben. Például a reumatism ’reuma’ szó szabály szerint dierézises, azaz re-umatism, de nyugati nyelvjárásokban a kiejtése szinerézises: reu-matism. Olyan szavak is vannak, amelyeket a sztenderd kétféle kiejtéssel fogad el, pl. deopotrivă ’egyaránt’, lassú tempóval [de.o.poˈtri.və], gyors tempóval pedig [de̯o.poˈtri.və].

## A verselésben
A verselésben a dierézis és a szinerézis többek között annak eszközei, hogy a verssorban meglegyen a szótagok szükséges száma.
A 19. századi magyar nyelvben még voltak a tágabb értelemben vett dierézises és anélküli igealak-változatok, amelyek ma archaizmusok, pl. lész ~ leszesz. A dierézises alakot a verselésban is használták a két szótagja miatt, például:
Mikor látlak, mikor látlak, rózsám? / Mikor leszesz megint közel hozzám? (Petőfi Sándor: Ha én kedvesemről gondolkodom…)
A klasszikus francia verselésben etimologikus hagyomány szerinti szabályok voltak a dierézis és a szinerézis alkalmazására. Ha például a szó alapszavában, főleg latinban, hangűr volt, a dierézist alkalmazták, azaz a francia szóban is két szótagnak kellett lennie helyette. Ha a franciában a hangűr egyetlen magánhangzóból származik, szinerézishez folyamodtak, mivel egyetlen szótagúnak kellett lennie helyette.
Például a Va te purifier dans l’air supérieur (szó szerint ’Menj, tisztulj meg a magasztos légben’) (Charles Baudelaire) verssor alexandrin típusú, amely tizenkét szótagú. A sztenderd francia szerint a purifier és a supérieur szavak három szótagúak, szinerézissel a -fier [fje], illetve a -rieur [ʁjœːʁ] szótagokban, de ebben a verssorban dierézisesek ([fi.e], illetve [ʁi.œːʁ]), így négy szótagúak, és megvan a tizenkét szótag. Itt a dierézis szabályszerű, mivel az illető szavak alapszavaiban (latin purificare és superior) a megfelelő magánhangzók külön szótagokban vannak.